# Никольцы (хутор)
Никольцы (бел. Міко́льцы) — хутор в Мядельском сельсовете Мядельского района Минской области Белоруссии.

## География
Расположен в северном основании перешейка, разделяющего озёра Мястро и Нарочь.
Через хутор проходит автодорога Мядель — Нарочь.

## История
В 1846 г. на месте хутора — поместье Никольцы Вилейского уезда Виленской губернии, владение И. Галки, 118 крестьян. Состояло из фольварка Волочек и деревни Никольцы, было 2 трактира (Свинка и в деревне Никольцы). В 1904 г. имение и фольварк в Мядельской волости Вилейского уезда, владение И. Галки, 39 и 18 жителей. В 1921 г. фольварк Мядельской гмины Дуниловичского (с 1925 г. Поставский) уезда Виленского воеводства, 1 двор, 14 жителей. 
С 12.10.1940 г. в Боярском сельсовете Мядельского района Вилейской, с 20.09.1944 г. Молодечненской областей, с 16.07.1954 г. и с 25.01.1996 г. в Мядельском сельсовете (с 17.11.1959 г. горпоссовет), с 20.01.1960 г. в Минской области. 
С 1960 в составе колхоза «Ленинский путь» (до 20.11.1961 г. «Сталинский путь», центр — деревня Бояры).

## Население
На 01.01.1997 г. 4 двора, 8 жителей.